# 伊藤しほ乃
伊藤 しほ乃（いとう しほの、1988年11月10日 - ）は、日本のフィットネストレーナー、元タレント、元グラビアアイドル。

## 来歴
2008年7月にカレントに所属。同年10月にアイドル芸人魔女っことしてコンビでデビュー。お笑いライブとアイドルライブ、バラエティー番組をメインに活動。
2009年8月23日、テイチクレコードより歌手デビュー。
2009年11月29日、WBC世界フライ級タイトルマッチ亀田興毅VS内藤大助での前座を務めた。
2013年3月24日にブログで魔女っこの解散を発表。
2015年1月、グラビアアイドルとしての活動を開始。後に発売されたイメージDVDが4作連続でAmazon1位となる。
2016年5月、グラビアアイドルを始めた時に目標としていたソロ写真集『SECRET ZONE』がワニブックスから発売された。
2017年2月24日、西原啓子、安藤ひろことともに総合格闘技ZSTのラウンドガール「ZSTガールズ」に就任。また同年7月2日には、相模ゴム工業のコンドーム「サガミオリジナル002」の9代目宣伝大使に就任する。そして同年8月26日に、K-1 WORLD GPの記者会見で「K1ガールズ」に就任したことを発表した。
ビーチウォーカーズ・マネージメント所属を経て、2017年9月よりウォークに所属。
2019年2月22日発売のイメージDVD「My last love」（竹書房）を最後にグラビア活動から卒業した。
2019年4月29日、『中居くん決めて!』（TBS） に出演した後、「決めたガール」としてレギュラー出演。
2020年9月2日、ウォークとエージェント契約に変更したことを自身のブログで報告した。
2021年11月1日、カロスエンターテイメントとエージェント契約したことを自身のブログで報告した。
2022年5月13日、現在の活動についてインストラクターの活動がメインで、インストラクターとして以外はメディアに出ることはないと、事実上の芸能活動引退を自身のブログで報告した。

## 人物
特技・趣味は映画鑑賞と1人飲み、体を動かすこと。
2018年から芸能活動の他に、スポーツジムでインストラクターの仕事もしている。

## 出演

### テレビ
- 全力水（2015年7月27日・8月4日、テレビ朝日）
- 『ぷっ』すま（2017年10月13日、テレビ朝日）
- じっくり聞いタロウ〜スター近況㊙報告〜（2018年6月1日、テレビ東京） - ゲスト
- MATSUぼっち（2019年4月24日、フジテレビ）
- 中居くん決めて!（2019年4月29日、2019年5月 - 2020年3月 、TBS） - レギュラー出演（決めたガール）
- IMAKOSO!（2020年5月13日 - 2020年7月30日、GAORA SPORTS） - レギュラー出演
- ジャパネットプレゼンツ 長息 長生き ロングブレス（2022年3月28日 - 、BSJapanext） -  アシスタント[注 1][8]

### インターネットテレビ
- 放送禁止ギリギリオーバー（2014年9月 - 、WALLOP） - メインMC
- お願い!ランキング（2016年9月29日・2017年4月11日、AbemaTV）
- ぶるぺん（2017年8月1日、Ustream） - ゲスト出演
- お願い!総選挙（2017年6月6日・6月13日・6月23日・8月3日・8月8日・8月29日・9月14日、AbemaTV）
- チャンスの時間（2018年6月・2019年1月・2021年12月5日、AbemaTV）

### テレビドラマ
- 水曜ミステリー9「検事・沢木正夫3 共犯者」（2015年8月19日、テレビ東京）
- 松本清張特別企画・共犯者（2015年9月30日、テレビ東京）
- 水曜ミステリー9「警視庁特命刑事☆二人〜代官山コールドケース〜」（2015年12月23日、テレビ東京） - 炭谷真紀 役
- フリンジマン〜愛人の作り方教えます〜 第7話（2017年11月19日＝18日深夜、テレビ東京）
- コンフィデンスマンJP 第8話・美のカリスマ編、スペシャル・運勢編（2018年5月28日・2019年5月18日、フジテレビ）
- 癒されたい男 第7話（2019年5月23日＝22日深夜、テレビ東京） - 甘えたガリ子 役[9]

### 映画
- 新宿スワンII（2017年1月21日） - 高級クラブ嬢 役
- コンフィデンスマンJP ロマンス編（2019年5月17日、東宝）

### DVD
- とれたてシフォン（2015年2月20日、イーネット・フロンティア）[10]
- 愛しのシフォン（2015年6月19日、イーネット・フロンティア）
- 恋してシフォン（2015年10月22日、ギルド）
- 憧れシフォン（2016年1月21日、ギルド）
- Love Sentence（2016年5月28日、ワニブックス）
- 集団社内恋愛3（2016年7月21日、ギルド）[11]
- 愛欲恋情（2016年10月21日、メディアブランド）[12]
- Honeymoon（2017年4月28日、スパイスビジュアル）[13][14]
- My last love（2019年2月22日、竹書房）[15]

### 写真集
- SECRET ZONE（2016年4月25日、ワニブックス、撮影：小塚毅之[16]）ISBN 978-4847048357

### 雑誌
- 週刊プレイボーイ（2015年5月25日号・9月7日号・2016年3月21日号・5月23日号、集英社）
- 週刊ヤングジャンプ（2015年10月1日号、集英社）
- BITTER（11月号[いつ?]、大洋図書）
- ヤングアニマル（2015年11月1日号、白泉社）